# Lamar (Misisipi)
Lamar es un lugar designado por el censo ubicado en el condado de Benton en el estado estadounidense de Misisipi. En el Censo de 2020 tenía una población de 39 habitantes y una densidad poblacional de 26,53 habitantes por km². Fue incluido como CDP en el censo de 2020. 

## Geografía
Lamar se encuentra ubicado en las coordenadas 34°54′44″N 89°18′54″O / 34.91222, -89.31500.Según la Oficina del Censo de los Estados Unidos,  tiene una superficie total de 1,47 km², todos correspondientes a tierra firme.